# Timbul Rejo
Timbul Rejo is een bestuurslaag in het regentschap Rejang Lebong van de provincie Bengkulu, Indonesië. Timbul Rejo telt 2487 inwoners (volkstelling 2010).